# Frankfurt Main-Weser-Bahnhof

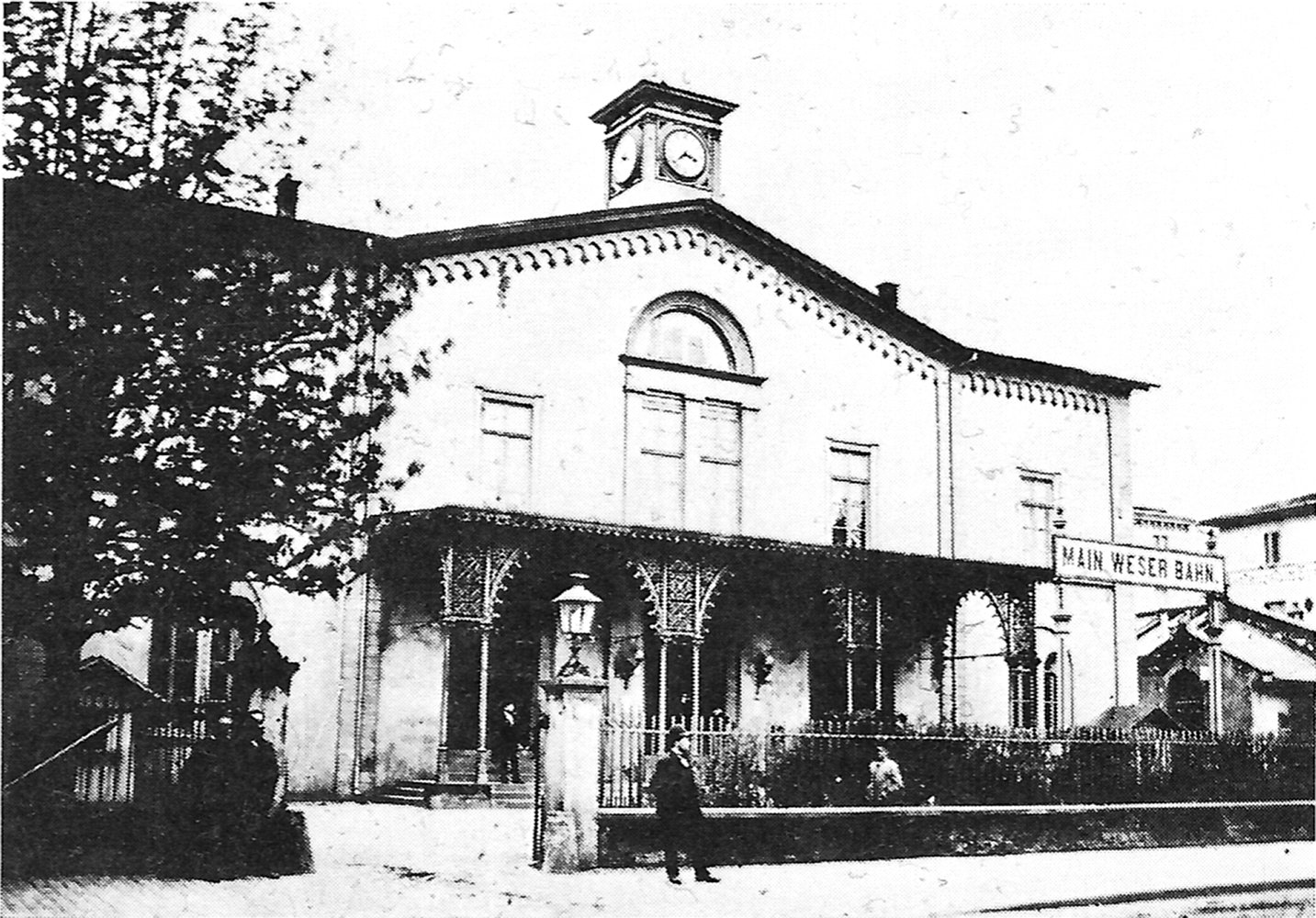
Main-Weser-Bahnhof nach Erweiterung (1889)

Der Main-Weser-Bahnhof war bis 1888 der Beginn- und Endpunkt der Main-Weser-Bahn, die Frankfurt am Main seit 1852 mit Kassel verbindet. Seit 1860 benutzte auch die Homburger Eisenbahn-Gesellschaft dort einen Seitenflügel. Baulich ist von ihm nichts mehr erhalten.

## Geschichte
Die Main-Weser-Bahn war die fünfte Eisenbahnstrecke auf dem Territorium der Freien Stadt Frankfurt. Der Main-Weser-Bahnhof ging 1850 in Betrieb. Zusammen mit dem 1839 eröffneten Taunusbahnhof und dem Main-Neckar-Bahnhof von 1848 bildeten die drei nebeneinanderliegenden Bahnhöfe als Frankfurter Westbahnhöfe ein Ensemble. Zwischen dem Main-Weser-Bahnhof und dem Taunusbahnhof lag das Hotel Westendhall.
Das Empfangsgebäude des Main-Weser-Bahnhofs lag am Westrand der Wallanlagen an der Gallusanlage zwischen dem Taunustor und dem Gallustor, nahe der parallel verlaufenden Taunusstraße. Es erhielt von den drei Westbahnhöfen die preiswerteste Lösung: Der Frankfurter Stadtbaumeister Karl Friedrich Henrich baute die dort vorhandene Villa der Familie Blittersdorf zu diesem Zweck um. Das damit relativ kleine zweigeschossige Gebäude wies nur fünf Fensterachsen auf, von denen die mittleren drei im Erdgeschoss Zugangstüren waren. Das Gebäude wurde mittig von einem Uhrtürmchen bekrönt. Die Bahnsteighalle bestand wahrscheinlich aus einer Holzkonstruktion. Nach Einführung der Homburger Bahn 1860 und der Kronberger Bahn 1874 wurde das Gebäude um zwei Seitenflügel erweitert.

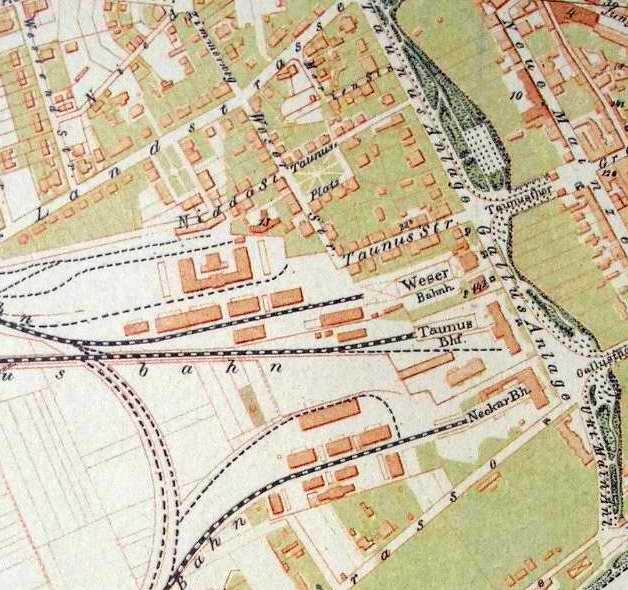
Der Main-Weser-Bahnhof in Frankfurt und seine Nachbarbahnhöfe

Im Jahr 1888 wurden die drei Westbahnhöfe durch den etwa einen Kilometer weiter westlich liegenden neuen Centralbahnhof, den heutigen Frankfurter Hauptbahnhof, ersetzt. Ihre damit überflüssigen Anlagen wurden abgerissen. Auf der zurückbleibenden Bahnbrache entstand das Frankfurter Bahnhofsviertel. Auf der ehemaligen nördlichen Zulaufstrecke der Main-Weser-Bahn wurde die Bahnstraße (heute Friedrich-Ebert-Anlage und Hamburger Allee) angelegt.